# Bitwa pod Ciełuszkami

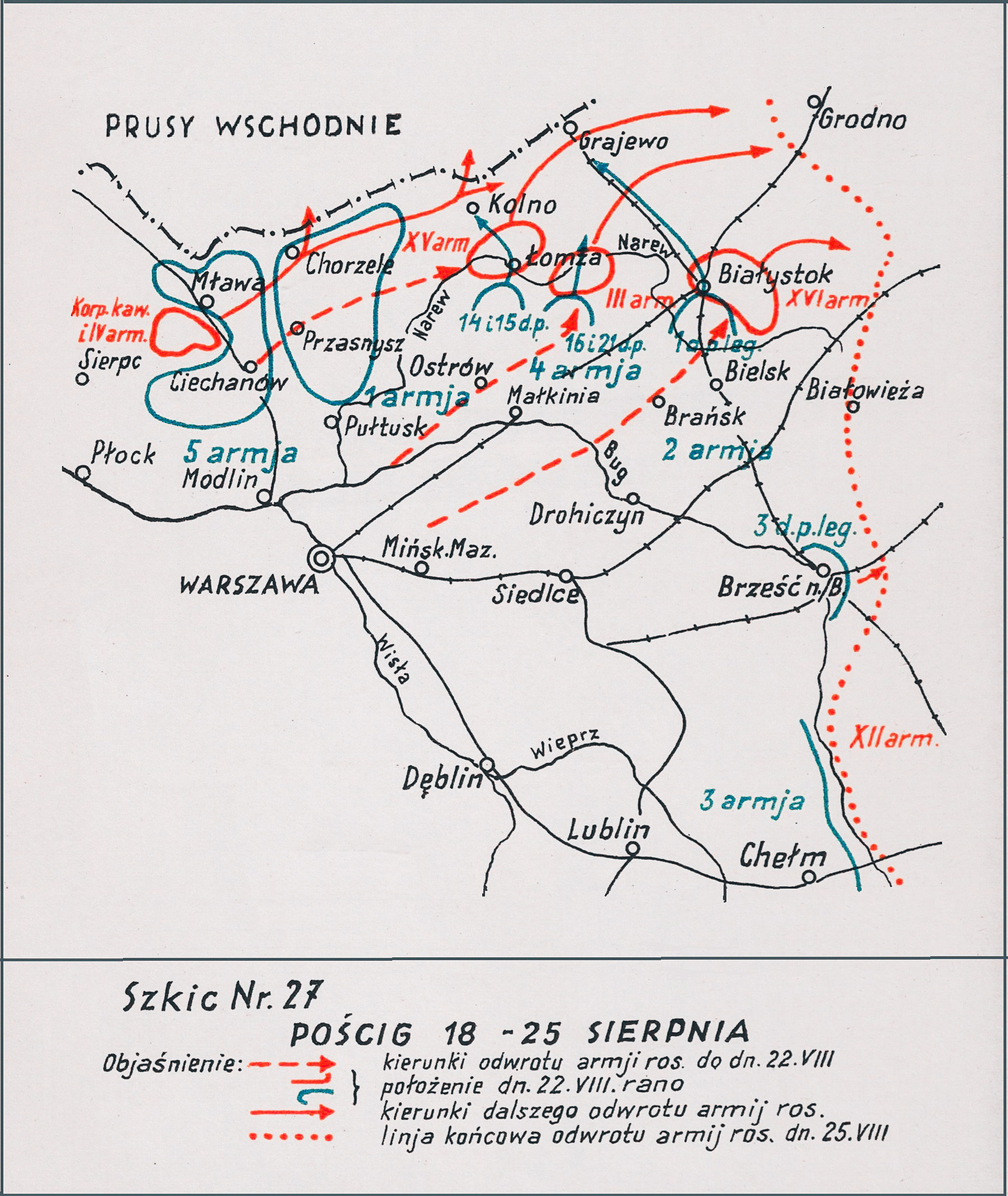
Adam Przybylski,
Wojna Polska 1918–1921

Bitwa pod Ciełuszkami – walki polskiego 57 pułku piechoty wielkopolskiej ppłk. Arnolda Szyllinga z oddziałami sowieckiej 15 Armii w czasie pościgu prowadzonego w ramach operacji warszawskiej.

## Sytuacja ogólna
4 lipca 1920 ruszyła II ofensywa sowieckiego Frontu Zachodniego pod hasłem: Na zachodzie ważą się losy wszechświatowej rewolucji – po trupie Polski wiedzie droga do wszechświatowego pożaru... Na Wilno – Mińsk – Warszawę – marsz!. W pierwszej dekadzie lipca przełamany został front polski nad Autą, a wojska Frontu Północno-Wschodniego gen. Stanisława Szeptyckiego cofały się pod naporem ofensywy czerwonoarmistów Michaiła Tuchaczewskiego.
Kolejne próby zatrzymania wojsk sowieckich prących na zachód nie przynosiły spodziewanych rezultatów. Obchodzący ugrupowanie obronne od północy 3 Korpus Kawalerii Gaja wymuszał dalszy odwrót wojsk polskich. Tempo natarcia wojsk sowieckich, jak na owe czasy, wydawało się oszałamiające i wynosiło około 20–30 kilometrów na dobę.
Wojsko Polskie traciło kolejno „linię dawnych okopów niemieckich”, linię Niemna i Szczary, czy wreszcie linię Bugu. Wojska polskie cofały się nadal, a kolejną naturalną przeszkodą terenową dogodną do powstrzymania sowieckiej ofensywy była Wisła. W godzinach wieczornych 6 sierpnia Naczelne Dowództwo Wojska Polskiego wydało rozkaz do przegrupowania i reorganizacji wojsk.
16 sierpnia ruszyła kontrofensywa znad Wieprza. Zmieniło to radykalnie losy wojny. Od tego momentu Wojsko Polskie było w permanentnej ofensywie.

## Walki pod Ciełuszkami
24 sierpnia, prowadzący pościg za nieprzyjacielem, III batalion 57 pułku piechoty wzmocniony baterią 14 pułku artylerii polowej dotarł do Nowogrodu. Tu dowódca pułku udokładnił zadanie i batalion pomaszerował dalej wzdłuż Pisy w kierunku szosy Kolno – Myszyniec. Odpoczynek nocny zorganizowano w Cieciorach.
Następnego dnia batalion już szosą skierował się na Myszyniec. Jego ubezpieczenia wykryły w rejonie Ciełuszek obsadzone przez sowiecką piechotę okopy z czasów I wojny światowej. Batalion z marszu uderzył na przygotowujących obronę Sowietów i wykorzystując zaskoczenie, pobił ich. Polskich żołnierzy w szturmie wspomogła miejscowa ludność. Na podstawie zeznań jeńców ustalono, że sowiecki oddział stanowił zlepek żołnierzy z kilku dywizji 15 Armii. Po bitwie batalion pomaszerował w kierunku na Mały Płock.

## Bilans walk
W czasie bitwy pod Ciełuszkami 57 pułk piechoty wziął do niewoli kilkuset jeńców, zdobył pięć dział i trzynaście ckm.